# Крила Рад (станція метро)
53°12′52″ пн. ш. 50°17′28″ сх. д. / 53.21444° пн. ш. 50.29111° сх. д.
«Крила Рад» (рос. Крылья Советов) —
проєктована тупикова колонна двопрогінна станція мілкого закладення станція Першої лінії Самарського метрополітену. Буде розташовуватися у Костромському провулку, поруч із трамвайним кільцем. Вихід зі станції буде до Костромського провулка та вулиці Земця.

## Історія
Станцію передбачалося відкрити в складі першої пускової дільниці Самарського метрополітену, проте в 1986 році була виключена для своєчасної здачі дільниці, через відставання від графіка будівництва та проходження щитовим способом тунелів до 
станції «Кіровська», в тому числі за термінами демонтажу щитового комплексу в районі станції «Безім'янка» та його монтажу в районі станції «Кіровська»). Замість станції «Крила Рад», як кінцевої, для дільниці та Першої лінії була швидко, менш ніж за рік, споруджена як тимчасова —  наземна станція «Юнгородок» біля електродепо «Кіровське».
Станція «Крила Рад» досі залишається на схемі метрополітену, як перспективна, через розташування біля найбільших промислових підприємств міста. У разі добудови цієї станції нині діючу кінцеву станцію «Юнгородок» закривати всеж таки не планують, а залишать на вилковому розгалуженні лінії, проте раніше повідомлялося, що після відкриття станції «Крила Рад», станцію «Юнгородок» закриють.
Нині про будівництво станції найближчими роками не передбачається.

## Проєкт та оздоблення
Перший проєкт станції був розроблений архітекторами Ю. І. Мусатовим і Л. Ф. Козирєвою та  передбачав основним декоративним елементом оформлення опуклі чотирипроменеві зірки, на яких утримувалась біла плоска стеля (плити-перекриття закриті панелями). Візерунок колон хіба що відбивав візерунок стелі, з них донизу сходилися пелюстки таких зірок, які б були розділені у центрі чорними смужками-вставками. Білий мармур стін поєднувався з білим склепінням, а темний граніт підлоги з візерунчастою вставкою з білого мармуру, з темнішими зірками. Освітлення станції мало бути прихованим. Над виходом у вестибюль мало бути розміщено панно, що прославляло б творчу працю та працівників. Проте від цього проєкту відмовилися, замовивши новий проєкт станції від ВАТ «Харківметропроєкт».
Передбачається, що станцію «Крила Рад» буде виконано за іншим спеціальним проєктом. Новий архітектурний проєкт розроблено компанією «ВТС-проєкт»: в оформленні станції буде обіграно тему надсучасних технологій. Станційний зал виглядатиме, як внутрішнє приміщення зорельота, всюди в обробці приміщень будуть застосовуватися пластик та метал, а на стінах будуть зображені сучасні літальні апарати.